# Könsroller inom islam

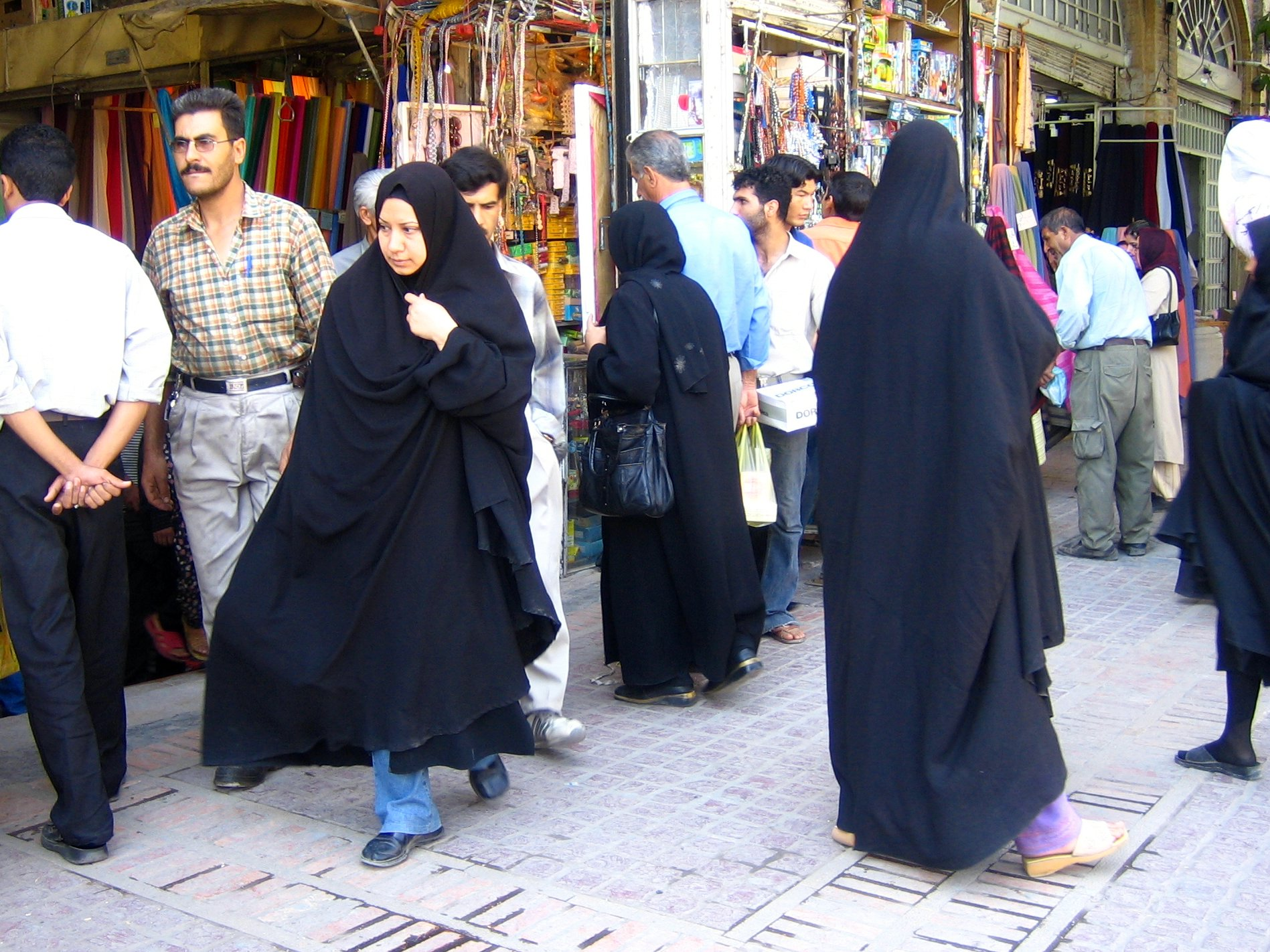
Män och kvinnor på en gata i Shiraz i Iran.

Könsroller inom islam definieras av såväl islamiska skrifter som historien och kulturen i den muslimska världen. Den traditionella islamiska lagen, sharia, definierar skillnader mellan kvinnans och mannens roller, rättigheter och religiösa förpliktelser. Enligt islam och Koranen är mannen och kvinnan i andligt hänseende lika inför Gud, samtidigt som mannen respektive kvinnan har tilldelats olika roller i samhället  I Koranen har kapitel fyra titeln Kvinnor (An-Nisa) därför att flera avsnitt i det behandlar kvinnans rättigheter och frågor som berör familjelivet i allmänhet.

## Könsroller
Inom islam styrs relationerna mellan könen mer utifrån komplementraritetens principer, än av könsbaserad jämställdhet.
Sura 4:34: Männen skall ha ansvar för och omsorg om kvinnorna med (den styrka och) de andra företräden som Gud givit dem, och i egenskap av (kvinnornas ) försörjare [...].
Denna sura slår fast principen om mannen som kvinnans försörjare och förmyndare. Versen är diskuterad ur både ett inom- och utommuslimskt feministiskt perspektiv. Kvinnans främsta ansvar ligger oftast i att uppfylla sin roll som fru och moder, medan mannens roll är att arbeta och försörja sin fru och familj. Koranen beordrar även män att ära sina mödrar (4:1) och förkastar starkt de föräldrar som skäms över en dotters födelse. 
En del liberala muslimer och muslimska feminister argumenterar för en mer progressiv tolkning av könsroller inom islam, och menar att en bundenhet efter könsroller motarbetar jämlikhet och rättvisa mellan mannen och kvinnan. Ali, Kecia, post-muslimsk-feminist, menar att källorna måste omtolkas och läsas med nya ögon, utifrån ett maktperspektiv i relation till rättsutläggning, etik och det samhälle där religionen verkar.

## Islams kvinnosyn
Kvinnor och män kan i andligt hänseende ses som jämställda inom islam och Koranen.
Sura 33:35: För de män och de kvinnor som har underkastat sig Guds vilja, de troende männen och de troende kvinnorna, de män och de kvinnor som visar sann fromhet, de män och de kvinnor som älskar sanningen, de män och de kvinnor som tåligt uthärdar motgång, de män och de kvinnor som visar ödmjukhet, de män och de kvinnor som ger åt de fattiga, de män och de kvinnor som fastar, de män och de kvinnor som lägger band på sin sinnlighet, de män och de kvinnor som alltid har Gud i tankarna - [för dem alla] har Gud i beredskap förlåtelse för deras synder och en rik belöning.
Sura 4:124: Men den som gör gott och har tron - man eller kvinna - skall stiga in i paradiset och de skall inte lida ens så mycken orätt som [kunde fylla] skåran i en dadelkärna.
Sura 4:34: […] Rättfärdiga kvinnor förrättar ödmjukt sin andakt [inför Gud] och döljer [för andra] det som Gud har dolt.[…]
Mannen har rätt att tukta sina hustrur om de uppsåtligt försummar de äktenskapliga plikterna.
Sura 4:34: […] Om ni ser tecken på illvilja hos dem, förmana dem då och varna dem och [om detta inte hjälper] håll er borta från deras nattläger och [som sista utväg] tillrättavisa dem handgripligen. Om de sedan visar sig medgörliga, sök då inte sak med dem.
Sura 4.19 uppmanar mannen att leva i vänskap och samförstånd med sina hustrur. Men suran uppmanar också mannen att han inte får utsätta [sina hustrur] för hård behandling för att [förmå dem att begära skilsmässa och på så sätt kunna] återta något av vad ni har gett dem, såvida de inte bevisligen har gjort sig skyldiga till grovt oanständiga handlingar.
Både kvinnor (och män) skall klä sig anständigt; kvinnorna skall svepa om sig sina ytterplagg.
Sura 33:59: Profet! Säg till dina hustrur och dina döttrar och till [alla] troende kvinnor - att de [utanför hemmet] noga sveper om sig sina ytterplagg på så sätt att de lättare blir igenkända [som anständiga kvinnor] och undgår att bli ofredade. Gud är ständigt förlåtande.
I många av dagens stater med muslimsk majoritet har kvinnan generellt mer begränsade rättigheter än mannen gällande bland annat äktenskap, skilsmässa, arv, klädsel och utbildning, vilket både är religiöst och kulturellt betingat.

## Finansiella angelägenheter
Islam ger både kvinnor och män rätt att äga saker, vilket berättigar dem att ha personliga egendomar. Medan kvinnorna har färre finansiella förpliktelser än männen, är några av deras ekonomiska rättigheter begränsade. Döttrar har halv arvsrätt, det vill säga att de ärver hälften av vad sönerna ärver. Detta för att sonen anses vara i större behov av arv, då det är han som har i uppgift att försörja sin familj. 
Kvinnan har rätt att arbeta utanför hemmet om hennes anställning inte orsakar henne att försumma sin viktiga roll som mor och hustru.

## Giftermål

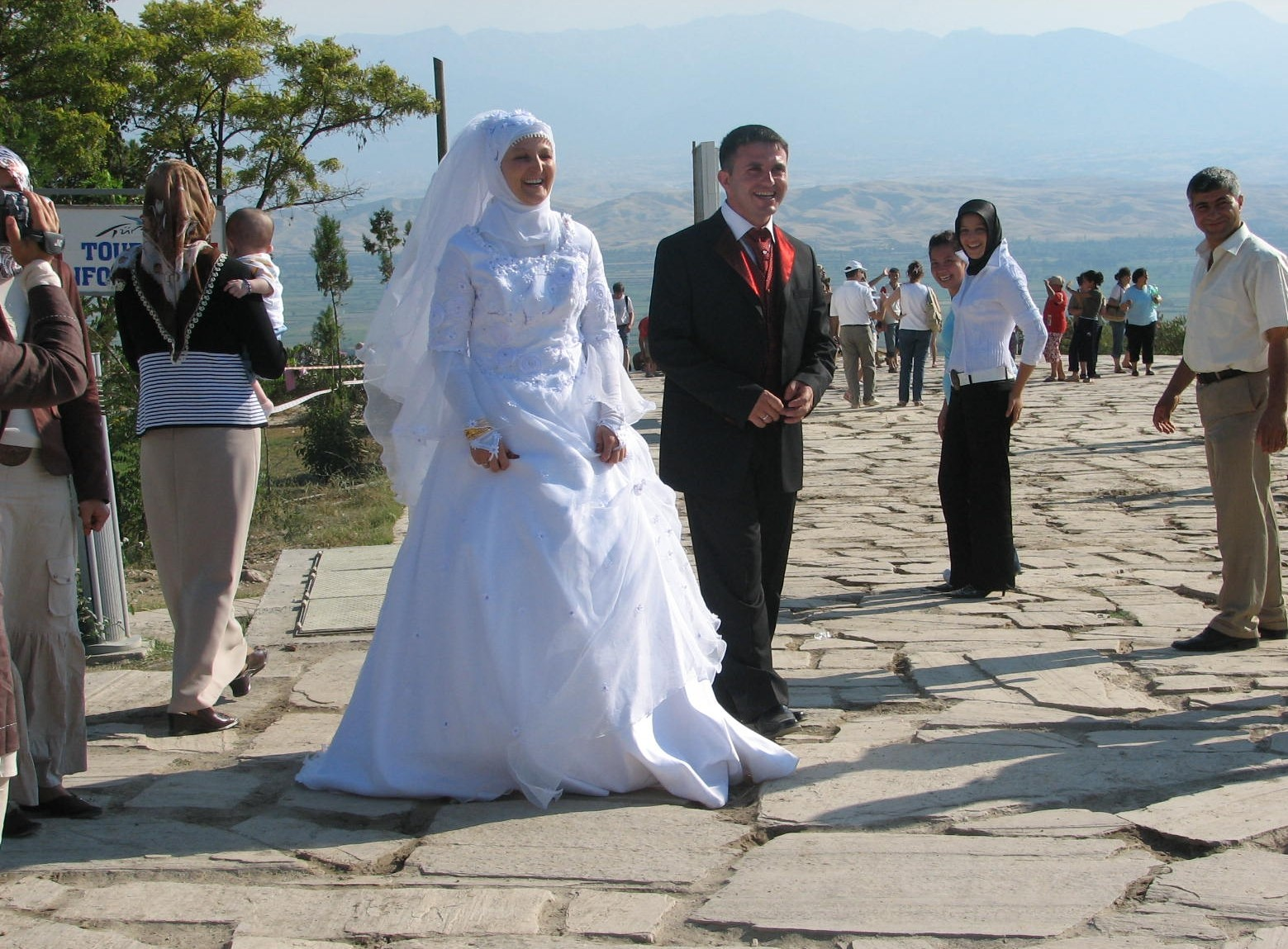
Ett muslimskt brudpar

Enligt de islamiska lagarna (sharia), får äktenskapet inte ingås genom tvång.
Hadith (på vilken sharialagarna bland annat grundar sig): En ogift kvinna kom till Profeten och berättade att: Min far har förlovat mig med en man som jag inte tycker om”. Profeten svarade: ”Om du vill så kan du acceptera denna förlovning, men om du inte vill gifta dig med honom så kan du bryta förlovningen. (Sunan Abu Daud)
Trots detta kan det i vissa fall föreligga sociala faktorer i tvång att ingå äktenskap, där sonen/dottern är pressad att acceptera att gifta sig enligt familjens vilja.
Hadith: O Guds profet, jag vill heller inte såra min far, jag kom hit till er därför att jag ville öppna en väg för kvinnans rättighet. Jag ville med detta klargöra för världen att ingen far kan tvinga sin dotter att gifta sig med någon hon själv inte vill gifta sig med. Nu när Ni har klargjort kvinnans rättighet i fråga, så även om detta giftermål leder till problem för mig så gör jag denna uppoffring för min fars skull. (Sunan Abu Daud)

### Endogami
Islamiska jurister anser allmänt att muslimska kvinnor bara får ingå äktenskap med muslimska män. Muslimska män får gifta sig med muslimska, kristna och judiska kvinnor.

### Polygami
Månggifte för mannen är tillåtet med upp till fyra fruar samtidigt enligt Koranen Sura 4:3 under begränsade förhållanden där det krävs att mannen behandlar alla sina hustrur lika för att undvika partiskhet.

## Sexualitet
Inom islam betraktas (helt kort) den mänskliga sexualiteten som helig snarare än syndfull och detta bekräftas genom den äktenskapliga förbindelsen mellan man och kvinna, som under normala omständigheter kan sätta nytt liv till världen.
Sura 2:223: Edra hustrur är för er [som] en åker; beträd därför er åker när och som ni önskar - men sörj [först] för era själar.
Det finns emellertid stöd i islam för att kvinnan inte har rätt att neka sin man att ha sex med henne utan goda skäl.
Att kvinnan inte har rätt att neka sin make sex framgår också av ett flertal hadither,"”Närhelst en man kallar sin fru till deras säng, men hon vägrar att komma och låter honom tillbringa natten arg på henne, förbannas hon av änglarna till morgonen”." (Muslim vol. 3, nr 181) är ett exempel.
Enligt islam är sex utanför äktenskapet inte tillåtet utan kallas zina, och kan straffas med spöstraff enligt sharia. 
Ett undantag ges dock för män och deras kvinnliga slavar. Den islamiska rätten tillät en man att ha fyra hustrur, men det fanns ingen begränsning för hur många slavkonkubiner han fick ha. Profeten Muhammed hade själv flera slavkonkubiner, av vilka den mest kända var Maria al-Qibtiyya. Trots att sex utanför äktenskapet räknas som en synd (zina) inom islam, räknades inte sex mellan en man och hans konkubin som zina, trots att partnerna inte var gifta med varandra. 
Islam förbjöd formellt sett prostitution, men tillät män att utnyttja sina slavinnor sexuellt, och prostitution bestod därför ofta av att en hallick sålde sin slavinna på bazaaren till en man, som lämnade tillbaka henne till hennes förra ägare sedan han hade haft samlag med henne; detta var en form av prostitution som var laglig och accepterad.
Sex mellan homosexuella betraktas som en syndfull handling men även ett straffbart brott.

## Klädsel
Koranen kräver att kvinnorna offentligt skall bära slöja (hijab) och att inte uppträda sexuellt utmanande.
Sura 24:31:Och säg till de troende kvinnorna att de bör sänka blicken och lägga band på sin sinnlighet och inte visa mer av sina behag än vad som [anständigtvis] kan vara synligt; låt dem därför fästa slöjan så att den täcker barmen. Och de skall inte låta sina behag skymta inför andra än sin make, sin fader, sin svärfader, sina söner, sin makes söner, sina bröder, sina brorsöner, sina systersöner, närstående kvinnor, dem som de rättmätigt besitter och sådana manliga tjänare, som inte längre känner begär efter kvinnor, eller barn som ännu inte har begrepp om kvinnlig nakenhet. Och låt dem inte gå med svajande gång för att dra uppmärksamheten till sina dolda behag.
De flesta religiöst lärda, ulama, instämmer i att kvinnan bör agera och klä sig på ett sätt som ej "skapar sexuell uppmärksamhet" då hon är i närheten av främmande män. Vissa islamska teologer specificerar vilka av kroppens delar som måste täckas över. De flesta av dessa kräver att allting utom ansiktet och händerna skall täckas. Att täcka allt utom ögonen, med klädesplagg som niqab eller burka, anses vara sunna (då Muhammeds fruar enligt hadither skall ha burit niqab).
Synen på awrah definierades dock olika beroende på om kvinnan är en fri muslimsk kvinna eller en slavkvinna. Kvinnliga slavar, som inte fick vara muslimer eftersom muslimer enbart fick förslava icke-muslimer, hade en awrah som endast sträckte sig mellan navel och knä, vilket innebar att de inte fick bära hijab: kalif Umar ibn al-Khattab uppges vid ett tillfälle ha uppmanat en slavinna att inte imitera en fri kvinna genom att bära hijab, och hans egna slavflickor uppges ha serverat hans manliga gäster barhuvade, barbenta och med nakna bröst.

## Bön
I Islam får män och kvinnor besöka moskén. Enligt Fataawa al-Lajnah al-Daa’imah, 7/332 är det tillåtet för en muslimsk kvinna att be i moskén och hennes man har inte rätt att stoppa henne om hon ber honom om tillåtelse att göra det. Undantaget är att under pågående menstruation får kvinnor inte besöka moskén eller be. Fredagsbönen är obligatorisk för män, men inte för kvinnor.
I Moskéer finns det oftast en särskild avdelning för kvinnor längst bak i bönerummet. Moskéer, särskild i städer där Islam är en minoritet som till exempel London, finns det skylt där skrivs: "Inget rum för kvinnor” eller ”Kvinnor är inte tillåtna”. Kvinnor kan också bemötes med försök att hindra henne träda moskén eller behandlas. Detta är en verklighet som påverkar den islamiska predikans praxis illa och återspeglar en falsk bild av den verkliga islamiska läran.  Abu Dawūd rapporterar (nr 567) från Ibn ‘Umar (må Allah vara nöjd med honom) att Allahs bud (salallāhu ‘alaihi wassallam) sa: “Förhindra inte era kvinnor från moskéerna, även om deras hem är bättre för dem.” (Autentiserat av Al-Albāni i Al-Irwā, nr 515). I masjid al-haram skiljas inte män och kvinnor men uppmuntras dock att hålla avstånd till det andra könet. 